# 필리핀의 마천루 목록
필리핀의 마천루 목록은 필리핀에서 가장 높은 순위 마천루이다.

## 가장 높은 완공된 마천루
이 목록은 필리핀에서 완공된 가장 높은 마천루와 마천루의 순위를 매긴다. 여기에 포함된 마천루과 마천루는 표준 높이 측정을 기준으로 최소 150 미터 (492 ft) 높이에 있다. 국가 내에서 100 미터 (328 ft) ~ 150 미터 (492 ft) 사이의 고층 마천루가 매우 많아서 이 기간이 단축되었다.
     완공 당시 필리핀에서 가장 높은 마천루였다.
     메트로 마닐라에는 없다 (3개 항목).
| 순위 | 마천루                                    | 위치                    | 높이             | 층수 | 연도 (est.) | 사진 | 비고                                                                                   |
| ---- | ----------------------------------------- | ----------------------- | ---------------- | ---- | ----------- | ---- | -------------------------------------------------------------------------------------- |
| 1    | 메트로뱅크 센터                           | 메트로 마닐라 타기그    | 318 m (1,043 ft) | 66   | 2017        |      | 필리핀 최초의 초고층 마천루이다. 2017년에 완공된 이래 필리핀에서 가장 높은 마천루이다. |
| 2    | 트럼프 타워 마닐라                        | 메트로 마닐라 마카티    | 280 m (919 ft)   | 57   | 2017        |      |                                                                                        |
| 3    | PBCom 타워                                | 메트로 마닐라 마카티    | 259 m (850 ft)   | 52   | 2000        |      | 필리핀, 2000년부터 2017년까지 가장 높은 마천루                                         |
| 4    | 더 그래머시 레지던스                      | 메트로 마닐라 마카티    | 250 m (820 ft)   | 73   | 2012        |      | 필리핀에서 세 번째로 높은 주거용 마천루이다.                                           |
| 4    | 디스커버리 프리메아                       | 메트로 마닐라 마카티    | 250 m (820 ft)   | 67   | 2015        |      |                                                                                        |
| 5    | 그랜드 리제시 스위트                      | 메트로 마닐라 마닐라    | 230 m (750 ft)   | 60   | 2014        |      |                                                                                        |
| 6    | 샹그릴라 앳 더 포트 (마닐라)              | 메트로 마닐라 타기그    | 229.3 m (752 ft) | 63   | 2016        |      |                                                                                        |
| 7    | 원 샹그릴라 플레이스 (노스 & 사우스 타워) | 메트로 마닐라 마카티    | 227 m (745 ft)   | 64   | 2014        |      |                                                                                        |
| 8    | 더 나이트브릿지 레지던스                  | 메트로 마닐라 마카티    | 220 m (720 ft)   | 64   | 2013        |      |                                                                                        |
| 9    | GT 인터내셔널 타워                        | 메트로 마닐라 마카티    | 217 m (712 ft)   | 47   | 2001        |      |                                                                                        |
| 10   | BSA 트윈 타워                             | 메트로 마닐라 만달루용  | 215 m (705 ft)   | 55   | 2000        |      |                                                                                        |
| 11   | 더 세인트 프랜시스 샹그릴라 플레이스      | 메트로 마닐라 만달루용  | 213 m (699 ft)   | 60   | 2009        |      |                                                                                        |
| 12   | 원 록웰 웨스트 타워                       | 메트로 마닐라 마카티    | 210 m (690 ft)   | 55   | 2010        |      |                                                                                        |
| 12   | 페트론 메가플라자                         | 메트로 마닐라 마카티    | 210 m (690 ft)   | 45   | 1998        |      | 1998년부터 2000년까지 필리핀에서 가장 높은 마천루                                      |
| 13   | 유니온뱅크 플라자                         | 메트로 마닐라 파시그    | 206 m (676 ft)   | 49   | 2004        |      |                                                                                        |
| 14   | 그린벨트 산 로렌조 타워                   | 메트로 마닐라 마카티    | 205 m (673 ft)   | 57   | 2009        |      |                                                                                        |
| 15   | 1322 골드 엠파이어 타워                   | 메트로 마닐라 마닐라 시 | 203 m (666 ft)   | 57   | 2002        |      | 마닐라 시에서 가장 높은 마천루                                                         |
| 16   | 원 코퍼레이트 센터                        | 메트로 마닐라 파시그    | 202 m (663 ft)   | 45   | 2009        |      |                                                                                        |
| 17   | 필람라이프 타워                           | 메트로 마닐라 마카티    | 200 m (660 ft)   | 48   | 2000        |      |                                                                                        |
| 17   | 써밋 원 타워                              | 메트로 마닐라 만달루용  | 200 m (660 ft)   | 49   | 1998        |      |                                                                                        |
| 18   | 원 센트럴 마카티                          | 메트로 마닐라 마카티    | 195 m (640 ft)   | 50   | 2013        |      |                                                                                        |
| 19   | 밀라노 레지던스                           | 메트로 마닐라 마카티    | 196 m (643 ft)   | 53   | 2016        |      |                                                                                        |
| 20   | 8 포브스타운 로드                         | 메트로 마닐라 타기그    | 194 m (636 ft)   | 53   | 2013        |      | 보니파시오 글로벌 시티의 가장 높은 마천루 중 하나다.                                   |
| 21   | 앵커 스카이스위트                         | 메트로 마닐라 마닐라 시 | 193 m (633 ft)   | 56   | 2013        |      | 비농도와 차이나타운의 가장 높은 빌딩                                                   |
| 22   | RCBC 플라자 유챙코 타워                   | 메트로 마닐라 마카티    | 192 m (630 ft)   | 46   | 2001        |      |                                                                                        |
| 23   | 더 인피티니 포트 보니파시오               | 메트로 마닐라 타기그    | 190 m (620 ft)   | 53   | 2011        |      |                                                                                        |
| 24   | 호라이즌 101 타워 1                       | 세부주 세부             | 185 m (607 ft)   | 55   | 2016        |      | 메트로 마닐라 외곽에서 가장 높은 마천루이다.                                           |
| 24   | 타워 6789                                 | 메트로 마닐라 마카티    | 165 m (541 ft)   | 34   | 2013        |      |                                                                                        |
| 25   | 원 샌 미구엘 애비뉴                       | 메트로 마닐라 파시그    | 183 m (600 ft)   | 54   | 2001        |      |                                                                                        |
| 26   | LKG 타워                                  | 메트로 마닐라 마카티    | 180 m (590 ft)   | 38   | 2000        |      |                                                                                        |
| 26   | 더 상 그랜드 타워                         | 메트로 마닐라 마카티    | 180 m (590 ft)   | 46   | 2006        |      |                                                                                        |
| 26   | 마르코 폴로 올티가스 마닐라               | 메트로 마닐라 파시그    | 180 m (590 ft)   | 41   | 2014        |      |                                                                                        |
| 27   | 퍼시픽 플라자 타워                        | 메트로 마닐라 타기그    | 179 m (587 ft)   | 52   | 2001        |      |                                                                                        |
| 27   | 애틀랜타 센터                             | 메트로 마닐라 산후안    | 179 m (587 ft)   | 37   | 1998        |      |                                                                                        |
| 26   | 버치 타워                                 | 메트로 마닐라 마닐라 시 | 178 m (584 ft)   | 52   | 2012        |      |                                                                                        |
| 27   | 아스파이어 타워                           | 메트로 마닐라 케손시티  | 175 m (574 ft)   | 48   | 2012        |      |                                                                                        |
| 27   | 로빈슨 에퀴터블 타워                      | 메트로 마닐라 파시그    | 175 m (574 ft)   | 45   | 1997        |      | 1997년부터 1998년까지 필리핀에서 가장 높은 마천루                                      |
| 28   | 원 로하스 트라이앵글                      | 메트로 마닐라 마카티    | 174 m (571 ft)   | 40   | 2000        |      |                                                                                        |
| 28   | 로빈슨 써밋 센터                          | 메트로 마닐라 마카티    | 174 m (571 ft)   | 38   | 2001        |      |                                                                                        |
| 29   | 파라곤 플라자                             | 메트로 마닐라 만달루용  | 174 m (571 ft)   | 43   | 1998        |      |                                                                                        |
| 30   | 엔터프라이즈 센터 타워 원                 | 메트로 마닐라 마카티    | 172 m (564 ft)   | 45   | 1999        |      |                                                                                        |
| 31   | 더 레지던스 앳 그린벨트 – 라구나 타워     | 메트로 마닐라 마카티    | 171 m (561 ft)   | 48   | 2008        |      |                                                                                        |
| 31   | 더 레지던스 앳 그린벨트 – 마닐라 타워     | 메트로 마닐라 마카티    | 171 m (561 ft)   | 48   | 2010        |      |                                                                                        |
| 32   | RCBC 플라자 타워 2                        | 메트로 마닐라 마카티    | 170 m (560 ft)   | 41   | 2001        |      |                                                                                        |
| 32   | 더 부폿                                   | 메트로 마닐라 타기그    | 170 m (560 ft)   | 43   | 2013        |      |                                                                                        |
| 33   | 펄 오브 더 오리엔트 타워                  | 메트로 마닐라 마닐라 시 | 168 m (551 ft)   | 42   | 2004        |      |                                                                                        |
| 34   | 디스커버리 스위트                         | 메트로 마닐라 파시그    | 167 m (548 ft)   | 40   | 1999        |      | 필리핀에서 가장 높은 호텔 마천루                                                       |
| 35   | GA 트윈 타워                              | 메트로 마닐라 만달루용  | 165 m (541 ft)   | 40   | 2005        |      |                                                                                        |
| 36   | 크라운 리젠시 호텔 앤 타워                | 세부주 세부             | 165 m (541 ft)   | 45   | 2005        |      |                                                                                        |
| 36   | 원 록웰 이스트 타워                       | 메트로 마닐라 마카티    | 165 m (541 ft)   | 45   | 2011        |      |                                                                                        |
| 37   | 루피노 퍼시픽 타워                        | 메트로 마닐라 마카티    | 161 m (528 ft)   | 41   | 1994        |      | 1994년부터 1997년까지 필리핀에서 가장 높은 마천루                                      |
| 38   | 아얄라 타워 원                            | 메트로 마닐라 마카티    | 160 m (520 ft)   | 35   | 1996        |      | "마천루"으로 알려진 최초의 필리핀 마천루                                               |
| 38   | 오리엔트 스퀘어                           | 메트로 마닐라 파시그    | 160 m (520 ft)   | 38   | 1999        |      |                                                                                        |
| 39   | 랑카스터 스위트 원                        | 메트로 마닐라 만달루용  | 158 m (518 ft)   | 42   | 2007        |      |                                                                                        |
| 40   | 벨라지오 골프뷰 쓰리                      | 메트로 마닐라 타기그    | 156 m (512 ft)   | 40   | 2010        |      |                                                                                        |
| 41   | 엑스포트뱅크 플라자                       | 메트로 마닐라 마카티    | 155 m (509 ft)   | 36   | 1998        |      |                                                                                        |
| 41   | 리잘 타워                                 | 메트로 마닐라 마카티    | 155 m (509 ft)   | 47   | 2000        |      |                                                                                        |
| 41   | 쥴릭 빌딩                                 | 메트로 마닐라 마카티    | 155 m (509 ft)   | 42   | 2012        |      |                                                                                        |
| 42   | 와튼 파크스위트                           | 메트로 마닐라 마닐라 시 | 154.6 m (507 ft) | 39   | 2012        |      |                                                                                        |
| 43   | BSA 그랜드 타워                           | 메트로 마닐라 마카티    | 154 m (505 ft)   | 37   | 1998        |      |                                                                                        |
| 44   | 더 월드 센터                              | 메트로 마닐라 마카티    | 152 m (499 ft)   | 30   | 1995        |      |                                                                                        |
| 45   | 살세토 파크 트윈 타워                     | 메트로 마닐라 마카티    | 151 m (495 ft)   | 45   | 1996        |      |                                                                                        |
| 46   | 벨라지오 골프뷰 투                        | 메트로 마닐라 타기그    | 150 m (490 ft)   | 38   | 2009        |      |                                                                                        |
| 46   | 더 컬럼 앗 레가스피 빌리지                | 메트로 마닐라 마카티    | 150 m (490 ft)   | 41   | 2009        |      |                                                                                        |
| 46   | 조이 노스탈지 센터                        | 메트로 마닐라 파시그    | 150 m (490 ft)   | 40   | 2009        |      |                                                                                        |
| 46   | 원 레가스피 파크                          | 메트로 마닐라 마카티    | 150 m (490 ft)   | 45   | 2006        |      |                                                                                        |
| 46   | 퍼시픽 플라자 콘도미니엄                  | 메트로 마닐라 타기그    | 150 m (490 ft)   | 44   | 1992        |      | 1992년부터 1994년까지 필리핀에서 가장 높은 마천루                                      |
| 46   | SM 씨사이드 시티 세부 타워                | 세부주 세부             | 150 m (490 ft)   | 25   | 2016        |      | 필리핀에서 가장 높은 관측탑                                                            |
| 46   | 웨스트 포브스 타워                        | 메트로 마닐라 마카티    | 150 m (490 ft)   | 42   |             |      |                                                                                        |

거의 자격을 갖춘 마천루는 원 맥킨리 플레이스 (149 m)는 보니파시오 글로벌 시티에, 만다린 스퀘어 (149 m)는 비농도와, 3개 타워인 라이트 레지던스 (147 m)가 만달루용에 있다.

## 지리적 구분별로 나열
다음 표는 루손섬, 비사야 제도 및 민다나오섬의 세 가지 주요 지리 부문에서 가장 높은 마천루를 보여준다.
| 마천루                 | 사진 | 높이                | 층수 | 연도 (est.) | 위치   | 지방        |
| ---------------------- | ---- | ------------------- | ---- | ----------- | ------ | ----------- |
| 메트로뱅크 센터        |      | 281.78 m (924.5 ft) | 66   | 2017        | 타기그 | 루손섬      |
| 호라이즌 101 타워 1    |      | 185 m (607 ft)      | 55   | 2016        | 세부   | 비사야 제도 |
| 비발디 레지던스 다바오 |      | 118 m (387 ft)      | 37   | 2018        | 다바오 | 민다나오섬  |

## 가장 마천루가 있는 도시
적어도 115 피트 (35 m) 또는 12층 (2017년 12월 현재)의 마천루 수가 가장 많은 필리핀 도시다.
| 메트로 마닐라[i]                                                                       | 800 | 11,855,975 |
| 세부[ii]                                                                               | 179 | 2,849,213  |
| 다바오                                                                                 | 35  | 1,632,991  |
| 카가얀데오로                                                                           | 14  | 675,950    |
| 일로일로 주                                                                            | 14  | 447,992    |
| 카인타                                                                                 | 9   | 311,845    |
| 바콜로드                                                                               | 6   | 511,820    |
| 타가이타이                                                                             | 3   | 71,180     |
| 삼보앙가                                                                               | 1   | 861,799    |
| 1. ^ 총 17개의 메트로 마닐라 지방 정부 단위 합계 2. ^ 세부, 만다우에, 라푸라푸 시 합계 |     |            |

## 가장 높은 마천루의 타임라인
한때 필리핀에서 가장 높은 마천루라는 제목의 마천루가 표시된다. 높은 첨탑이 있는 교회와 같은 다른 마천루는 더 크지만 나열되지 않은 것은 마천루에 대한 데이터가 없기 때문이다.
| 이름                     | 위치          | 가장 긴 연도                                                  | 높이                | 층수 | 사진 | 비고 |
| ------------------------ | ------------- | ------------------------------------------------------------- | ------------------- | ---- | ---- | ---- |
| 마닐라 호텔              | 메트로 마닐라 | 1912—1967                                                     |                     | 18   |      |      |
| 라몬 막사이사이 센터     | 메트로 마닐라 | 1967—1968                                                     | 70 m (230 ft)       | 18   |      |      |
| 마닐라 파빌리온 호텔     | 메트로 마닐라 | 1968—1989                                                     | 90 m (300 ft)       | 22   |      |      |
| 퍼시픽 스타 빌딩         | 메트로 마닐라 | 1989—1991                                                     | 112.5 m (369 ft)    | 29   |      |      |
| 더 피크 타워             | 메트로 마닐라 | 1991—1992                                                     | 138 m (453 ft)      | 38   |      |      |
| 퍼시픽 플라자 콘도미니엄 | 메트로 마닐라 | 1992—1994                                                     | 150 m (490 ft)      | 44   |      |      |
| 루피노 퍼시픽 타워       | 메트로 마닐라 | 1994—1997                                                     | 162 m (531 ft)      | 41   |      |      |
| 로빈슨 에퀴터블 타워     | 메트로 마닐라 | 1997—1998                                                     | 175 m (574 ft)      | 45   |      |      |
| 페트론 메가플라자        | 메트로 마닐라 | 1998—2000                                                     | 210 m (690 ft)      | 45   |      |      |
| PBCom 타워               | 메트로 마닐라 | 2000—2017                                                     | 259 m (850 ft)      | 52   |      |      |
| 메트로뱅크 센터          | 메트로 마닐라 | 2017—현재(필리핀에서 제일 높은 빌딩중 현재 반호텔 반본사빌딩) | 281.78 m (924.5 ft) | 66   |      |      |

## 가장 높은 쌍둥이 마천루
이 목록은 동일하거나 동일하지 않은 높이를 포함하여 100 m가 넘는 마천루를 완전히 채우고 쌓아 올린 마천루이다.
| 순위 | 이름                                 | 위치          | 높이 (max)     | 층수 (t1/t2) | 비고                                                                          |
| ---- | ------------------------------------ | ------------- | -------------- | ------------ | ----------------------------------------------------------------------------- |
| 1    | 원 샹그릴라 플레이스 트윈 타워       | 메트로 마닐라 | 227 m (745 ft) | 64/64        | 필리핀에서 가장 높은 쌍둥이 빌딩                                              |
| 2    | BSA 트윈 타워                        | 메트로 마닐라 | 216 m (709 ft) | 55/55        | 필리핀에서 두 번째로 높은 쌍둥이 빌딩 (2000-2009)                             |
| 3    | 더 세인트 프랜시스 샹그릴라 플레이스 | 메트로 마닐라 | 213 m (699 ft) | 60/60        | 필리핀에서 세 번째로 높은 쌍둥이 빌딩이다. "올티가스 센터"의 가장 높은 마천루 |
| 4    | 퍼시픽 플라자 타워                   | 메트로 마닐라 | 179 m (587 ft) | 49/49        | 보니파시오 글로벌 시티에서 가장 높은 마천루 중 하나다.                        |
| 5    | GA 트윈 타워                         | 메트로 마닐라 | 165 m (541 ft) | 30/30        |                                                                               |
| 6    | 살세토 파크 트윈 타워                | 메트로 마닐라 | 151 m (495 ft) | 45/45        |                                                                               |
| 7    | 왁 왁 트윈 타워                      | 메트로 마닐라 | 148 m (486 ft) | 25/25        |                                                                               |
| 8    | 인슐라 라이프 타워                   | 메트로 마닐라 | 140 m (459 ft) | 34/34        |                                                                               |
| 9    | 로빈슨 플레이즈 타워                 | 메트로 마닐라 | 137 m (449 ft) | 38/38        |                                                                               |

## 같이 보기
- 마천루 목록